# Justyna Gornowicz-Porowska
Justyna Anna Gornowicz-Porowska – polska biotechnolożka, prorektorka Uniwersytetu Medycznego im. Karola Marcinkowskiego w Poznaniu.

## Życiorys
Justyna Gornowicz-Porowska w 2008 uzyskała tytuł magistra inżyniera biotechnologii na Uniwersytecie Przyrodniczym w Poznaniu. Po odbyciu studiów doktoranckich, w 2012 otrzymała na Uniwersytecie Medycznym w Poznaniu stopień doktora nauk medycznych w dyscyplinie biologia medyczna, specjalność dermatologia, na podstawie napisanej pod kierunkiem Mariana Dmochowskiego dysertacji Ekspresja elastazy neutrofilów a autoimmunizacja wobec transglutaminazy naskórkowej, BP180, BP230 oraz desmoglein 1 i 3 w autoimmunizacyjnych dermatozach pęcherzowych. Tamże w 2018 habilitowała się dziedzinie nauk medycznych, dyscyplina biologia medyczna, przedstawiwszy osiągnięcie naukowe Bieżące koncepcje patogenetyczne i diagnostyczne autoimmunizacyjnych dermatoz pęcherzowych. W 2025 nadano jej tytuł profesora nauk medycznych i nauk o zdrowiu w dyscyplinie biologia medyczna.
Od 2012 związana zawodowo z Uniwersytetem Medycznym w Poznaniu, początkowo jako asystentka, od 2014 jako adiunktka, a od 2023 jako profesorka uczelni. Prorektorka do spraw promocji i organizacji w kadencji 2024–2028. Wcześniej prodziekanka Wydziału Farmaceutycznego ds. studenckich kierunków kosmetologia, inżynieria farmaceutyczna, analityka kryminalistyczna i sądowa.
Członkini Polskiego Towarzystwa Histochemików i Cytochemików oraz European Society for Dermatological Research.